# Gustav Almgren
Gustav Adolf „Gösta“ Almgren (* 6. November 1906 in Vänersborg; † 31. August 1936 in Göteborg) war ein schwedischer Degenfechter.

## Erfolge
Gustav Almgren wurde 1935 in Lausanne mit der Mannschaft Vizeweltmeister. Im Jahr darauf nahm er an den Olympischen Spielen 1936 in Berlin teil, bei denen er nur im Mannschaftswettbewerb antrat. Gemeinsam mit Birger Cederin, Hans Drakenberg, Gustaf Dyrssen, Hans Granfelt und Sven Thofelt erreichte Almgren die Finalrunde, die die schwedische Equipe hinter Italien und vor Frankreich und Deutschland auf dem Silberrang abschloss. Nur zwei Wochen nach den Spielen starb Almgren in Göteborg.